# Corporate Banking Interbancario
Il servizio CBI è un servizio di remote banking italiano la cui gestione è affidata al CBI S.c.p.a. In Italia il 95% degli istituti finanziari offre il servizio CBI in modalità competitiva.

## Storia
Il Servizio CBI (Corporate banking Interbancario) è nato sotto forma di accordo interbancario (nel 1995) dall'ABI.
Nel 2001 la gestione del Servizio è stata affidata ad un'apposita associazione autonoma, che è divenuta consorzio il 20 maggio 2008 e successivamente, nel 2019, Società consortile per azioni.

## Il Servizio CBI
Il servizio CBI è un servizio bancario che consente alle imprese di poter gestire la propria tesoreria in modalità telematica. In particolare attraverso un unico collegamento l'impresa può ottimizzare tutti i rapporti di conto che intrattiene presso più banche.
In particolare, il servizio CBI: centralizza i rapporti di un'impresa verso l'intero sistema bancario, in un unico punto; fornisce una vasta gamma di funzioni finanziarie, informative e commerciali; utilizza sempre lo stesso standard di comunicazione; fornisce un servizio basato sulla cooperazione delle banche, senza ridurre gli spazi competitivi.
I servizi CBI offerti dalle banche vengono veicolati tramite una infrastruttura governata da CBI S.c.p.a., partecipata da circa 400 banche e intermediari finanziati. Le funzioni relative al servizio CBI, usato in Italia da oltre 3 milioni di imprese, afferiscono all'area di gestione del pagamento/incasso, all'area di gestione documentale e di rendicontazione e riconciliazione.
Dal punto di vista applicativo, l'utente business sottoscrive un contratto con una banca oppure una società che eroga servizi di gestione della tesoreria; questi mettono quindi a disposizione uno strumento informatico (o client-server, ormai in disuso, o web) con il quale si accede alle funzioni (informative e dispositive) di tutti i conti correnti (anche di banche diverse) in essere. Questo è reso possibile dall'infrastruttura CBI. Sostanzialmente, lo strumento è un'interfaccia liberamente sviluppata e brandizzata da ciascun player ma che si appoggia sulla comune struttura codificata dei flussi informativi interbancari.